# Пуковник Рејс
Пуковник Рејс је измишљени лик у делима британске књижевнице Агате Кристи.
Он је високоинтелигентни бивши пуковник војске који је био вођа контраобавештајног одељења британске шпијунске агенције МИ5.
Рејс је екстремно богат, јер је наследио богатство сер Лоренса Ердслија.
Пуковник је био детектив у четири књиге Агате Кристи. Представљен је у делу Човек у смеђем оделу, објављеном 1924. Наступио је као добар пријатељ Херкула Поароа у филмовима Карте на столу (1936) и Смрт на Нилу (1937). Такође се појављује у Искричави цијанид (1945), где Поаро није један од ликова у роману.
Познат је по свом стрпљењу, смирености и способности да брзо открије чињенице, а да то нико други не примети. Иако је прилично конвенционалан у својим дедуктивним мисаоним процесима, он има изузетно отворен ум у погледу могућности и теорија, и иако је задивљен неким закључцима које Поаро прави, он их никада не сумња нити одбацује (као што би, на пример, Џеп у почетку могао), без обзира на вероватноћу. Човек у смеђем оделу је можда једини роман у коме се разматра емотивна страна природе пуковника Рејса. То даје дубину његовој личности.
У филму Смрт на Нилу из 1978. Пуковника је играо Дејвид Нивен. У ТВ адаптацији истоимене књиге из 2004. године за телевизијску серију Поаро Агате Кристи играо га је Џејмс Фокс. Како је Фокс био недоступан за адаптацију Карте на столу из 2006. године, лик је замењен сличним ликом пуковник Хјуза, кога је играо Роберт Пју. Адаптација Сатова ИТВ-а претвара лик Колина Ламба, који се у књизи снажно наговештава да је син суперинтендента Баттлеа, у потомство пуковника Рејса. Помиње се и у адаптацији Треће девојке. У Би-би-си Радио 4 адаптацијама Смрт на Нилу (1997) и Карте на столу (2002), Рајса је играо Доналд Синден.
Његово име је наведено као Џони, од стране споредног лика у Искричави цијанид. У филму Смрт на Нилу, он се зове Џони. ИТВ адаптација Искричавог цијанида из 2002. представља Оливера Форда Дејвиса као „пуковника Џефрија Риса“.